# Нантська порода
Нантська порода (фр. Nantaise) — порода великої рогатої худоби, що її було виведено у 19 столітті у Франції у департаменті Нижня Луара від партенезької породи. Назва породи походить від назви міста Нант. До 1-ї половини 20 століття нантська худоба мала потрійний (м'ясо-молочно-робочий) напрямок продуктивності. Як робоча худоба у 19 столітті за своїми характеристиками вона посідала провідне місце серед порід Франції і була досить поширеною у своєму регіоні. Однак, у зв'язку з мемеханізацією сільського господарства на початку 20 століття і розвитком інших молочних і м'ясних порід худоби, поголів'я нантської худоби зменшилося і у 1970-х роках вона опинилася на межі зникнення, через що було прийнято програму з її збереження й розвитку.

## Історія
Нантську породу, як і споріднені з нею партенезьку породу та марешин, було виведено на заході Франції — на території регіону Пеї-де-ла-Луар шляхом схрещування місцевої худоби з худобою, завезеною з Нідерландів. Тутешні прибережні болота у 17 столітті було частково висушено і на звільнених землях почали розводити худобу.
Маючи відмінні характеристики робочої худоби, порода була широко розповсюджена у регіоні свого виникнення. На початку 20 століття поголів'я породи налічувало 150 000 голів. Втім, вона зазнала великого занепаду після впровадження у 1920-х роках механізації у сільському господарстві, коли зникла потреба у робочій худобі, та зосередження сільського господарства після Другої світової війни на інших породах. У 1985 році було лише 50 корів цієї породи.
|                                                                        | 1989 | 1998 | 2005 | 2008 |
| ---------------------------------------------------------------------- | ---- | ---- | ---- | ---- |
| Кількість інвентаризованих корів                                       | 56   | 204  | 558  | 814  |
| Кількість корів віком старше 2 років                                   |      | 123  | 353  | 550  |
| Кількість бугаїв-плідників, використовуваних для природного осіменіння | 4    | 16   | 41   | 48   |
| Кількість биків                                                        | 2    | 9    | 17   | 17   |
| Кількість господарств, що розводять дану породу                        | 17   | 38   | 73   | 95   |

## Опис
Нантську породу разом зі спорідненими до неї партенезькою породою та породою марешин відносять до однієї групи — «пуатуської», або «пуатевен» («Poitevines» — від назви історичної області Пуату). Цю групу порід також називають «вандейською» (фр. «Vendéennes» — від назви департаменту Вандея).
Середній зріст бугаїв становить 145 см, корів — 135—140 см. Жива вага бугаїв — 800—1000 кг, корів — 600—700 кг.
Сьогодні нантська худоба вирощується в основному для м'яса (телятини або яловичини) в великих господарствах часто на відкритому повітрі.

## Поширення
Нантську худобу розводять переважно у французьких регіонах Бретань і Пеї-де-ла-Луар.

## Виноски
1. ↑   Parthenais. // Valerie Porter, Lawrence Alderson, Stephen J.G. Hall, D. Phillip Sponenberg (2016). Mason's World Encyclopedia of Livestock Breeds and Breeding (sixth edition). Wallingford: CABI. — P. 267. ISBN 9781780647944. (англ.)
2. 1 2 3 4  Race bovine Nantaise. Сайт "AgroParisTech" http://www.agroparistech.fr. septembre 2009. Архів оригіналу за 22 травня 2017. Процитовано грудень 2016. {{cite web}}: Зовнішнє посилання в |work= (довідка) (фр.)
3. ↑   Vache Nantaise. Сайт "Races de Bretagne" http://www.races-de-bretagne.fr. GIE Elevages de Bretagne. Процитовано грудень 2016. {{cite web}}: Зовнішнє посилання в |work= (довідка) (фр.)